# World Series of Poker 2004
Die World Series of Poker 2004 war die 35. Austragung der Poker-Weltmeisterschaft und fand vom 22. April bis 28. Mai 2004 letztmals im Binion’s Horseshoe in Las Vegas statt.

## Turniere

### Turnierplan

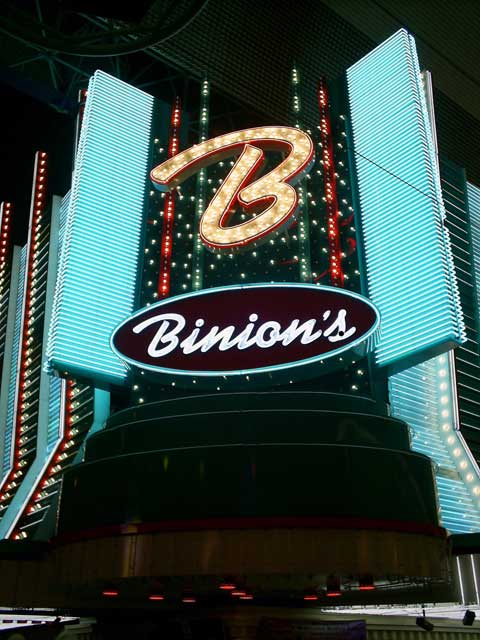
Das Binion’s Horseshoe in Las Vegas

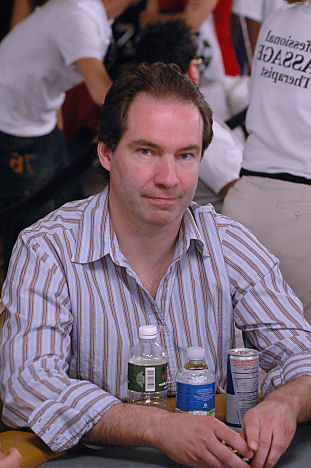
Ted Forrest gewann die Turniere #3 und #23

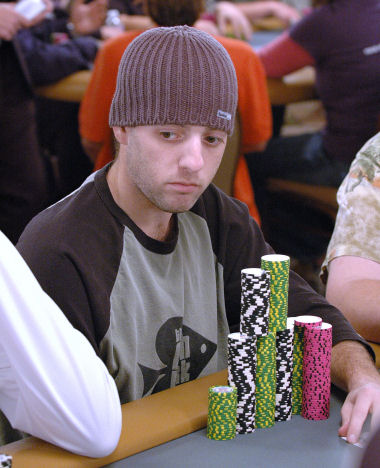
Scott Fischman gewann die Turniere #9 und #12

Im Falle eines mehrfachen Braceletgewinners gibt die Zahl hinter dem Spielernamen an, das wievielte Bracelet in diesem Turnier gewonnen wurde.
| #  | Buy-in (in $) | Turnier                                          | Turnierbeginn | Teilnehmer | Sieger              | Herkunft               | Preisgeld (in $) |
| -- | ------------- | ------------------------------------------------ | ------------- | ---------- | ------------------- | ---------------------- | ---------------- |
| 1  | 00.500        | Casino Employees No-Limit Hold’em                | 21. Apr. 2004 | 0279       | Carl Nessel         | Vereinigte Staaten     | 0.040.000        |
| 2  | 02.000        | No-Limit Hold’em                                 | 23. Apr. 2004 | 0834       | James Vogl          | Vereinigtes Konigreich | 0.400.000        |
| 3  | 01.500        | Seven Card Stud                                  | 24. Apr. 2004 | 0258       | Ted Forrest (4)     | Vereinigte Staaten     | 0.111.440        |
| 4  | 01.500        | Limit Hold’em                                    | 25. Apr. 2004 | 0608       | Aaron Katz          | Vereinigte Staaten     | 0.234.940        |
| 5  | 01.500        | Omaha Hi-Lo 8 or Better                          | 26. Apr. 2004 | 0374       | Curtis Bibb         | Vereinigte Staaten     | 0.160.000        |
| 6  | 01.500        | Pot-Limit Hold’em                                | 27. Apr. 2004 | 0363       | Minh Nguyen (2)     | Vereinigte Staaten     | 0.155.420        |
| 7  | 01.000        | No-Limit Hold’em                                 | 28. Apr. 2004 | 0538       | Gerald Drehobl      | Vereinigte Staaten     | 0.365.900        |
| 8  | 02.000        | Pot-Limit Omaha                                  | 29. Apr. 2004 | 0145       | Chau Giang (3)      | Vereinigte Staaten     | 0.187.920        |
| 9  | 01.500        | No-Limit Hold’em                                 | 30. Apr. 2004 | 0831       | Scott Fischman      | Vereinigte Staaten     | 0.300.000        |
| 10 | 02.000        | Seven Card Stud Hi-Lo 8 or Better                | 1. Mai 2004   | 0224       | Cyndy Violette      | Vereinigte Staaten     | 0.135.900        |
| 11 | 02.500        | Limit Hold’em                                    | 2. Mai 2004   | 0237       | Eli Balas (3)       | Vereinigte Staaten     | 0.174.440        |
| 12 | 02.000        | H.O.R.S.E.                                       | 3. Mai 2004   | 0166       | Scott Fischman (2)  | Vereinigte Staaten     | 0.100.200        |
| 13 | 05.000        | No-Limit Hold’em                                 | 4. Mai 2004   | 0254       | Thomas Keller       | Vereinigte Staaten     | 0.382.020        |
| 14 | 01.500        | Seven Card Stud Hi-Lo 8 or Better                | 5. Mai 2004   | 0213       | Hasan Habib         | Vereinigte Staaten     | 0.093.060        |
| 15 | 02.000        | Limit Hold’em                                    | 6. Mai 2004   | 0287       | Daniel Negreanu (3) | Kanada                 | 0.169.100        |
| 16 | 05.000        | No-Limit 2-7 Lowball Draw                        | 7. Mai 2004   | 0046       | Barry Greenstein    | Vereinigte Staaten     | 0.296.200        |
| 17 | 01.500        | Limit Hold’em Shootout                           | 7. Mai 2004   | 0240       | Kathy Liebert       | Vereinigte Staaten     | 0.110.180        |
| 18 | 01.500        | No-Limit Hold’em Shootout                        | 8. Mai 2004   | 0400       | Phi Nguyen (2)      | Vereinigte Staaten     | 0.180.000        |
| 19 | 02.000        | Omaha Hi-Lo 8 or Better                          | 9. Mai 2004   | 0234       | Annie Duke          | Vereinigte Staaten     | 0.137.860        |
| 20 | 01.000        | Ladies Limit Hold’em                             | 9. Mai 2004   | 0201       | Hung Doan           | Vereinigte Staaten     | 0.058.530        |
| 21 | 02.000        | Pot-Limit Hold’em                                | 10. Mai 2004  | 0324       | Antonio Esfandiari  | Vereinigte Staaten     | 0.184.860        |
| 22 | 05.000        | Omaha Hi-Lo 8 or Better Championship             | 11. Mai 2004  | 0121       | Brett Jungblut      | Vereinigte Staaten     | 0.187.720        |
| 23 | 01.500        | No-Limit Hold’em                                 | 12. Mai 2004  | 0834       | Ted Forrest (5)     | Vereinigte Staaten     | 0.300.300        |
| 24 | 05.000        | Seven Card Stud Championship                     | 13. Mai 2004  | 0144       | Joe Awada           | Vereinigte Staaten     | 0.221.000        |
| 25 | 03.000        | Pot-Limit Hold’em                                | 14. Mai 2004  | 0316       | Gavin Griffin       | Vereinigte Staaten     | 0.270.420        |
| 26 | 01.500        | Razz                                             | 15. Mai 2004  | 0195       | T. J. Cloutier (5)  | Vereinigte Staaten     | 0.090.500        |
| 27 | 01.000        | Limit 2-7 Triple Draw Lowball                    | 16. Mai 2004  | 0082       | Farzad Bonyadi (2)  | Vereinigte Staaten     | 0.086.980        |
| 28 | 01.000        | Seniors No-Limit Hold’em                         | 16. Mai 2004  | 0519       | Gary Gibbs          | Vereinigte Staaten     | 0.136.960        |
| 29 | 05.000        | Limit Hold’em                                    | 17. Mai 2004  | 0213       | John Hennigan (2)   | Vereinigte Staaten     | 0.325.360        |
| 30 | 03.000        | No-Limit Hold’em                                 | 18. Mai 2004  | 0651       | Mike Sica           | Vereinigte Staaten     | 0.503.160        |
| 31 | 05.000        | Pot-Limit Omaha                                  | 19. Mai 2004  | 0145       | Ted Lawson          | Vereinigte Staaten     | 0.500.000        |
| 32 | 01.500        | A-5 Draw Lowball                                 | 20. Mai 2004  | 0184       | Norman Ketchum      | Vereinigte Staaten     | 0.084.500        |
| 33 | 10.000        | No Limit Hold’em Main Event – World Championship | 22. Mai 2004  | 2576       | Greg Raymer         | Vereinigte Staaten     | 5.000.000        |

### Main Event

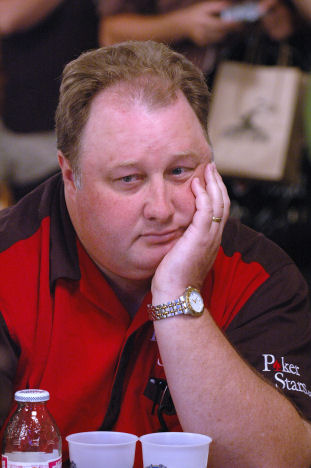
Greg Raymer (2006)

Der Finaltisch wurde am 28. Mai 2004 ausgespielt. In der finalen Hand gewann Raymer mit 8♠ 8♦ gegen Williams mit A♥ 4♠.
| Platz | Herkunft           | Spieler           | Preisgeld (in $) |
| ----- | ------------------ | ----------------- | ---------------- |
| 1     | Vereinigte Staaten | Greg Raymer       | 5.000.000        |
| 2     | Vereinigte Staaten | David Williams    | 3.500.000        |
| 3     | Vereinigte Staaten | Josh Arieh        | 2.500.000        |
| 4     | Vereinigte Staaten | Dan Harrington    | 1.500.000        |
| 5     | Vereinigte Staaten | Glenn Hughes      | 1.100.000        |
| 6     | Vereinigte Staaten | Al Krux           | 0.800.000        |
| 7     | Vereinigte Staaten | Matt Dean         | 0.675.000        |
| 8     | Schweden           | Mattias Andersson | 0.575.000        |
| 9     | Vereinigte Staaten | Michael McClain   | 0.470.400        |

## Player of the Year

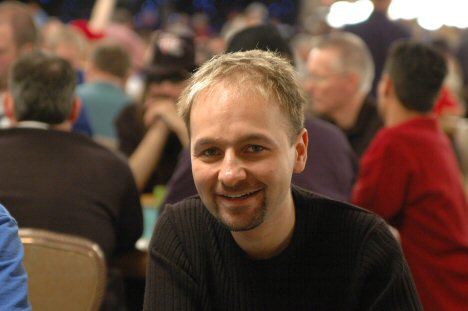
Daniel Negreanu (2005)

Erstmals wurde die Auszeichnung als Player of the Year vergeben. Sie erhielt der Spieler, der über alle Turniere hinweg die meisten Punkte sammelte. Von der Wertung waren nicht für alle Spieler zugängliche Turniere ausgenommen. Die Auszeichnung wurde vom Automobilhersteller Toyota gesponsert. Sieger Daniel Negreanu gewann ein Bracelet und erreichte drei weitere Finaltische.